# Just Do It
Just Do It ou, stylisé en lettres capitales, « JUST DO IT. » est une marque déposée en 1988 par la société d'équipements sportifs Nike, devenu un slogan marketing célèbre.

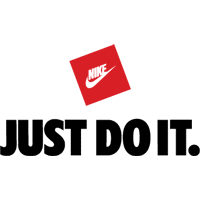
Logo associant la marque Nike, le Swoosh et le slogan
« Just Do It. »

Avec cette campagne de publicité, Nike a accru sa part de marché dans le secteur des chaussures de sport en Amérique du Nord de 18 % à 43 % durant la période 1988-1998. Dans de nombreuses situations liées à Nike, « Just Do It » apparaît à côté du Swoosh, le logo en forme de virgule de Nike.
Dans les années 1980, le slogan a acquis une grande notoriété et, preuve de son succès, a été détourné (sur le plan artistique), notamment par des humoristes.

## Description
Ce slogan a été créé en 1988 par l'agence de publicité Wieden+Kennedy (en), inspiré par les dernières paroles « Let's do it. » prononcées par le condamné à mort Gary Gilmore. 
Entre 1988 et 1998, la campagne médiatique Just Do It a permis à Nike de passer de 18 % à 43 % de part de marché sur les chaussures de sport en Amérique du Nord (et de 877 millions à 9,2 milliards de dollars de ventes à travers le monde).
L'expression « Just do it » signifie « Fais-le » ; le terme just ajoute le sens de « cesse d'en parler, d'essayer, ou d'en rêver ».

## Parodie
En France, l'émission satirique Les Guignols de l'info avait parodié le slogan avec la marionnette du footballeur français Jean-Pierre Papin, détournant le slogan en « Juste fais-le »,,.